# Edi Pucer
Edi Pucer, slovenski novinar in televizijski voditelj; * 21. november 1965, Koper.
Diplomiral je na Fakulteta za sociologijo, politične vede in novinarstvo (danes Fakulteta za družbene vede) v Ljubljani. V samem začetku se je pridružil informativni oddaji 24ur na Pop TV, kjer je sprva deloval kot novinar. Od septembra 2004 je dnevno informativno oddajo 24ur nekaj časa vodil v tandemu s Petro Kerčmar, trenutno pa z Darjo Zgonc.
Z družino živi v Ankaranu.